# Фаузия Байрамова
Фаузия Байрамова (на татарски: Фәүзия Аухади кызы Бәйрәмова) е видна татарска общественичка, активистка за правата на човека и на татарското националистическо движение, председател на партия „Иттифак“ и политически опозиционер в Татарстан, поетеса и писателка на произведения в жанра драма, лирика, исторически роман, публицистика и документалистика.

## Биография и творчество
Фаузия Аухадиевна кизи Байрамова е родена на 5 декември 1950 г. в село Сабай, Сабински район на Татарстан, Татарска АССР, СССР. След като завършва гимназия, продължава образованието си първо в театралното училище в Казан през 1971 г. В периода 1973 – 1975 г. работи като помощник-режисьор в телевизионното студио Казан.
В периода 1983 – 1989 г. следва във Филологическия факултет на Казанския държавен университет. В периода 1987 – 1990 г. е редактор на отдела за изящна литература в Татарстанското книгоиздателство. Като журналист и редактор пише в много вестници и списания.
През 1986 г. е издаден първият ѝ сборник с разкази „Болын“ (Ливада). През същата година е приета в Съюза на писателите на СССР. В периода 1994 – 1998 г. е член на Президиума на Съюза на писателите на Татарстан.
През 1988 г. участва в първия конгрес на Татарския обществен център и се включва в политическите дейности. През 1989 г. се включва в инициативния център на Народния фронт на Татарстан, но скоро се оттегля от него поради политически различия. От 1989 г. участва в дейността на Татарския обществен център и става един от основателите на партия „Иттифак“ – първата не-комунистическа партия в Татарстан, чиято цел е постигане на независимостта на Татарстан и установяване на демократична политическа система. На първия конгрес на партията е избрана за неин председател, преизбрана е през 1997 г. Издава вестник „Златна орда“ преди закриването му от властите на Татарстан. В периода 1990 – 1995 г. е депутат във Върховния съвет Република Татарстан. Редовен участник е годишната политическа кампания „Ден на възпоменание и скръб на татарския народ“ провеждана в Казан по повод годишнината от превземането на столицата на Казанското ханство от Иван Грозни.
В руските медии е определена като активен противник на „руския колониализъм“. Счита се за лидер на радикалното крило на татарското национално движение, макар в последните години политическата ѝ активност намалява поради влошаване на здравето.
През 2010 г. съдът на Набережните Челни я осъжда на 1 година условно за разпалване на етническа омраза и разпространение на текста на резолюцията на сесията на Мили Меджлиса от 20 декември 2008 г., на която е утвърден съставът на „правителството на Татарстан в изгнание“ и молбата към ООН да бъде признат държавния суверенитет на Татарстан. През 2014 г. отново е осъдена на 1 година условно за разпалване на етническа омраза и публикуване в социалните медии на статиите ѝ „Звери и жертвы“ и „Заявления милли меджлиса татарского народа по ситуации на Украине и в Крыму“.
През 1992 г. посещава Саудитска Арабия и изпълнява хадж.
Фаузия Байрамова живее със семейството си в Набережние Челни.

## Произведения
- Болын (1986) – сборник с разкази
- Сәнгать дөньясына сәяхәт (1989) – книга с разкази за деца, отразяваща историята на Волжка България и татарския народ
- Моң (1991) – сборник с разкази и повести
- Мәйдан татарларны көтә (1992)
- Кара урман (1997) – роман
- Безне онытмагыз (1998)
- Дәверләр күчешендә (1998)
- Хаҗ көндәлеге (1999)
- Заман. Милләт. Кеше. (2000)
- Күңел карлыгачларым (2000)
- Соңгы намаз (2000)
- Мишәрнең бөек улы (2001)
- Алыплар илендә (2002) – роман
- Ахырзаман афәте (2002)
- М. Худяков и история татарского народа (2003)
- Туфаннан таралган татар (2003)
- Таралып яткан татар иле (2003)
- Нух пәйгамбәр көймәсе (2004)
- Ислам – яшәү рәвеше (2004)
- Батырша җитәкчелегендә милли-азатлык көрәше (2004)
- Ядерный архипелаг или атомный геноцид против татар (2005)
- Кырык сырт (2005) – роман
- Алтын Урдам – алтын җирем (2006)
- Баһадиршаһ (2006)
- Der Nukleare Archipel oder der atomare Genozid an den Tataren (2006)
- Михаил Худяков и историко-культурное наследие народов Среднего Поволжья (2007)
- Тропою знаний к истине (2007)
- Татарская Караболка – 50 лет в объятиях смерти (2007)
- Күчем хан (2007)
- Туран Иле (2008)
- Милләт һәм дәүләт. (2009)
- ГУЛАГ – яралы язмышлар (2010)
- Ачылмаган татар тарихы (2011)
- Күчем хан (2011)
- Батырша явы (2012)
- Нераскрытая история татар (2013)